# Бах, Кристоф
Кристоф Бах (нем.:Christoph Bach) — немецкий актёр. Родился в 1975 году в городе Ройтлинген (земля Баден-Вюртемберг).

## Биография и творчество
Уже во время школьного обучения Кристоф Бах принимал участие в различных мастер-классах в Тюбингенском государственном театре. После окончания службы, прежде чем получить актерское образование в Берлинском университете искусств, он изучал германистику, философию, театральное и киноискусство в Свободном университете Берлина. В конце 1990-х гг. вместе с режиссером Яном Кристофом Глазером работал над 12-серийным фильмом Auftrag Moabit, посвященным боевым искусствам, который был освещен на телеканале МТV Германия.
Его кинодебют состоялся в 2003 году, когда он сыграл в сюрреалистической драме «Narren». В этом же году он был удостоен Премии немецкого кино за свою роль в фильме Карстена Людвига и Яна-Кристофа Глазера «Detroit» за лучшее воплощение образа. В последующие несколько лет он завоевал внимание зрителя, исполнив в немецком артхаус-кино роль аутсайдера. Сыграл в камерной постановке «Close» (2004) Маркуса Ленца, в фильме «Katze im Sack» Флориана Шварца, премьера которого вызвала большое внимание зрителей, и в трагикомедии «Finnischer Tango» (2008). В 2006 году редакция телеканала ZDF «Das kleine Fernsehspiel»(нем.) сняла о Бахе 4-серийный документальный фильм.
В 2005 Кристофер Бах сыграл главную роль в фильме Элизабет Шаранг «Mein Mörder»(нем.), который был отмечен Австрийской кинопремией на кинофестивале в Биаррице. Кроме того Бах сыграл в фильме «Das Schneckenhaus» (2006) Ф.Шварца, «Blindflug» (2007) Бена фон Графенштайна и в политической драме «Prager Botschaft» (2007). В 2008 году в фильме «Dutschke»(нем.) режиссера Стефана Кромера Бах сыграл роль лидера студенческого движения Руди Дучке. За свои достижения был награжден премией немецкого телевидения как лучший актер. В 2010 году в фильме о жизни известного террориста И.Санчеса «Карлос — Шакал» французского режиссера Оливье Ассаяса Кристоф Бах снялся в роли террориста Ханса-Йоахима Кляйна.
В 2015 году Бах получил одну из главных ролей в скандинавско-британском телесериале «The Heavy Water War» и сыграл немецкого ученого Гейзенберга. В том же году он сыграл роль постепенно терявшего разум создателя и разработчика игр в швейцарско-немецком фильме «Polder». Наряду с этим Бах снимался в целом ряде детективов. В венском детективе «Kein Entkommen» он сыграл жертву Мирко Градика, а в 2015 году убийцу доктора Марка Мосса в детективе «LU». В 2016 году он предстал перед камерой в роли немецкого врача и исследователя Пауля Эрлиха в историческом многосерийном фильме о знаменитой берлинской лечебнице Charite, премьера которого состоялась в 2017 году на телеканале ARD.
На сегодняшний день Кристоф Бах проживает в Берлине. Он женат на видео-художнице Ребекке Ридель.